# Laurence Olivier Awards 1984
Die 9. Laurence Olivier Awards 1984 wurden am 8. Dezember 1984 im Theatre Royal Drury Lane in London vergeben, um herausragende Theater- und Musicalproduktionen zu würdigen. Ausgezeichnet wurden Produktionen der Theatersaison 1983/84. Nach den ersten acht Jahren (1976–1983) als Society of West End Theatre Awards waren dies die ersten Auszeichnungen, die verliehen wurden, nachdem Laurence Olivier der Umbenennung der Awards zu seinen Ehren zugestimmt hatte. Die Preisverleihung wurde aufgezeichnet und im BBC-Fernsehen gesendet.

## Hintergrund
Der Laurence Olivier Award (auch Olivier Award) ist ein seit 1976 jährlich vergebener britischer Theater- und Musicalpreis. Er gilt als höchste Auszeichnung im britischen Theater und ist vergleichbar mit dem Tony Award am amerikanischen Broadway. Verliehen wird die Auszeichnung von der Society of London Theatre. Ausgezeichnet werden herausragende Darsteller und Produktionen einer Theatersaison, die im Londoner West End zu sehen waren. Die Auszeichnungen hießen zunächst Society of West End Theatre Awards und wurden 1985 zu Ehren des renommierten britischen Schauspielers Laurence Olivier in Laurence Olivier Awards umbenannt. Die Nominierten und Gewinner der Laurence Olivier Awards „werden jedes Jahr von einer Gruppe angesehener Theaterfachleute, Theaterkoryphäen und Mitgliedern des Publikums ausgewählt, die wegen ihrer Leidenschaft für das Londoner Theater“ bekannt sind.

## Gewinner und Nominierte
| Bestes neues Theaterstück | Bestes neues Musical |
| --- | --- |
| - Benefactors von Michael Frayn – Vaudeville Theatre - Master Harold and the Boys von Athol Fugard – National Theatre Cottesloe - Poppie Nongena von Elsa Joubert und Sandra Kotze, adaptiert von Hilary Blecher – Donmar Warehouse - Rat in the Skull von Ron Hutchinson – Royal Court Theatre | - 42nd Street – Theatre Royal Drury Lane - Pump Boys and Dinettes – Piccadilly Theatre - Starlight Express – Apollo Victoria Theatre - The Hired Man – Astoria Theatre |
| Beste neue Comedy | |
| - Up ’n’ Under von John Godber – Donmar Warehouse - Gymslip Vicar von Cliff Hanger – Donmar Warehouse - Intimate Exchanges von Alan Ayckbourn – Ambassadors Theatre - Two into One von Ray Cooney – Shaftesbury Theatre | |
| Darsteller des Jahres Theaterstück | Darstellerin des Jahres Theaterstück |
| - Brian Cox als Detective Inspector Nelson in Rat in the Skull – Royal Court Theatre - Ian Charleson als Eddie in Fool for Love – National Theatre Cottesloe - John Kani als Willie in Master Harold and the Boys – National Theatre Cottesloe - Michael Pennington als Strider in Strider: The Story of a Horse – National Theatre Cottesloe                                                             | - Thuli Dumakude als Poppie Nongena in Poppie Nongena – Donmar Warehouse - Brenda Blethyn als Sheila in Benefactors – Vaudeville Theatre - Julie Covington als Vivienne Haigh-Wood Eliot in Tom and Viv – Royal Court Theatre - Julie Walters als May in Fool for Love – National Theatre Cottesloe                                                           |
| Darsteller des Jahres Wiederaufnahme | Darstellerin des Jahres Wiederaufnahme |
| - Ian McKellen als Mikhail Platonov in Wild Honey – National Theatre Lyttelton - Miles Anderson als Sigismund in Life Is a Dream – Royal Shakespeare Company im Barbican Centre - Emrys James als Sir Giles Overreach in A New Way to Pay Old Debts – Royal Shakespeare Company im Barbican Centre - Peter McEnery als Baron De Laubardemont in The Devils – Royal Shakespeare Company im Barbican Centre | - Vanessa Redgrave als Miss Tina in The Aspern Papers – Theatre Royal Haymarket - Glenda Jackson als Nina Leeds in Strange Interlude – Duke of York’s Theatre - Juliet Stevenson als Isabella in Measure for Measure – Royal Shakespeare Company im Barbican Centre - Zoë Wanamaker als Viola in Twelfth Night – Royal Shakespeare Company im Barbican Centre |
| Bester Hauptdarsteller Musical | Beste Hauptdarstellerin Musical |
| - Paul Clarkson als John Tallentire in The Hired Man – Astoria Theatre - Tim Flavin als Phil „Junior“ Dolan III in On Your Toes – Palace Theatre - David Kernan als The Lord Chancellor in The Ratepayers’ Iolanthe – Phoenix Theatre - Lon Satton als Rambling Poppa McCoy in Starlight Express – Apollo Victoria Theatre                                                                                | - Natalia Makarova als Vera Barnova in On Your Toes – Palace Theatre - Julia Hills als Emily Tallentire in The Hired Man – Astoria Theatre - Clare Leach als Peggy Sawyer in 42nd Street – Theatre Royal Drury Lane - Sheila White als Belle Poitrine in Little Me – Prince of Wales Theatre                                                                  |
| Beste Comedy-Darbietung | |
| - Maureen Lipman als Miss Skillon in See How They Run – Shaftesbury Theatre - Lavinia Bertram in verschiedenen Rollen in Intimate Exchanges – Ambassadors Theatre - Leonard Rossiter als Inspector Truscott in Loot – Ambassadors Theatre - Michael Williams als George in Two into One – Shaftesbury Theatre                                                                                             | |
| Bester Nebendarsteller Theaterstück | Beste Nebendarstellerin Theaterstück |
| - Edward Petherbridge als Charles Marsden in Strange Interlude – Duke of York’s Theatre - Ramolao Makhene als Sam in Master Harold and the Boys – National Theatre Cottesloe - Richard O’Callaghan als Feste in Twelfth Night – Royal Shakespeare Company im Barbican Centre - Timothy Spall als Dauphin Charles in Saint Joan – National Theatre Olivier                                                 | - Marcia Warren als Vera in Stepping Out – Duke of York’s Theatre - Clare Higgins als Stella Kowalski in A Streetcar Named Desire – Mermaid Theatre - Sophia Mgcina als Poppie’s Mother in Poppie Nongena – Royal Shakespeare Company im Barbican Centre - Zoë Wanamaker als Kitty Duval in The Time of Your Life – Lyric Theatre                             |
| Bester Newcomer Theaterstück | |
| - Tim Flavin als Phil „Junior“ Dolan III in On Your Toes – Palace Theatre - Hilary Blecher, Elsa Joubert und Sandra Kotze für Bearbeitung und Regie von Poppie Nongena – Donmar Warehouse - Henry Goodman als Dromio of Ephesus in The Comedy of Errors – Royal Shakespeare Company im Barbican Centre - Clare Leach als Peggy Sawyer in 42nd Street – Theatre Royal Drury Lane                           | |
| Beste Regie | |
| - Christopher Morahan für Wild Honey – National Theatre Lyttelton - John Barton für Life Is a Dream – Royal Shakespeare Company im Barbican Centre - Michael Blakemore für Benefactors – Vaudeville Theatre - Adrian Noble für The Comedy of Errors – Royal Shakespeare Company im Barbican Centre | |
| Bestes Bühnenbild | |
| - John Gunter für Wild Honey – National Theatre Lyttelton - Voytek Dolinski und Michael Levine für Strange Interlude – Duke of York’s Theatre - John Napier für Starlight Express – Apollo Victoria Theatre - Carl Toms für The Aspern Papers – Theatre Royal Haymarket | |
| Herausragende Leistungen Musical | |
| - Ned Sherrin für die Konzeption von The Ratepayers’ Iolanthe – Phoenix Theatre - Howard Goodall für die Vertonung von The Hired Man – Astoria Theatre - John Napier für das Bühnenbild von Starlight Express – Apollo Victoria Theatre - Starlight Express für die Gesamtwirkung der Produktion – Apollo Victoria Theatre                                                                                | |
| Herausragende Leistungen Ballett | Herausragende erstmalige Leistung Ballett |
| - David Bintley in Petrushka, Sadler’s Wells Royal Ballet – Sadler’s Wells Theatre - Wayne Eagling in Different Drummer, The Royal Ballet – Royal Opera House - Patricia Ruanne in Onegin, London Festival Ballet – London Coliseum | - Giselle, Dance Theatre of Harlem – London Coliseum - Consort Lessons, The Royal Ballet – Royal Opera House - Intimate Pages, Ballet Rambert – Sadler’s Wells Theatre - Metamorphosis, Sadler’s Wells Royal Ballet – Sadler’s Wells Theatre |
| Herausragende Leistungen Oper | Herausragende erstmalige Leistung Oper |
| - Philip Langridge in Osud, English National Opera – London Coliseum - Edita Gruberová in I Capuleti e i Montecchi, The Royal Opera – Royal Opera House - Valerie Masterson in Mireille, English National Opera – London Coliseum - Rosalind Plowright in I vespri siciliani, English National Opera – London Coliseum                                                                                    | - From the House of the Dead, Welsh National Opera - La Calisto, London Sinfonietta und Opera Factory - I vespri siciliani, English National Opera – London Coliseum - The Rape of Lucretia, English National Opera – London Coliseum |

## Sonderpreise
| Kategorie                         | Preisträger    |
| --------------------------------- | -------------- |
| Sonderpreis der Society of London | Arnold Goodman |

## Statistik

### Mehrfache Nominierungen
- 5 Nominierungen: Starlight Express
- 4 Nominierungen: Poppie Nongena, The Hired Man
- 3 Nominierungen: 42nd Street, Benefactors, Master Harold and the Boys, On Your Toes, Strange Interlude und Wild Honey
- 2 Nominierungen: Fool for Love, Intimate Exchanges, Life Is a Dream, Rat in the Skull, Sicilian Vespers, The Aspern Papers, The Comedy of Errors, The Ratepayers’ Iolanthe, Twelfth Night und Two into One

### Mehrfache Gewinne
- 3 Gewinne: Wild Honey
- 2 Gewinne: On Your Toes